# Felix V
Felix V, egentligen Amadeus VIII av Savojen (”Amadeus den fridsamme”), född 4 december 1383 i Chambéry, Frankrike, död 7 januari 1451 i Genève, var motpåve 5 november 1439 – 7 april 1449. 
Amadeus stödde kejsar Sigismund i dennes kyrkopolitik, och blev 1416 av denne upphöjd till hertig av Savojen och fick (1422) grevskapet Genève till län, varjämte vid den äldre linjens utgång (1418) hela Piemonte tillföll hans hus. Religiöst svårmod föranledde Amadeus att 1434 nedlägga regeringen, vilken han fört med ordningskärlek, fasthet och mildhet, och dra sig tillbaka till en eremitboning vid Genèvesjön. Konciliet i Basel valde honom 1439 till påve istället för den avsatte Eugenius IV. Amadeus emottog värdigheten, men då han inte lyckades bli allmänt erkänd, återvände han till sitt forna eremitliv (1449). 

## Familj
Gift 1401 med Maria av Burgund (1380–1422). De hade barnen:
1. Margareta (1405–1418)
2. Anton, född och död 1407
3. Anton, född och död 1408
4. Maria (1411–1469); gift 1427 med Filippo Maria Visconti, hertig av Milano (d. 1447)
5. Amadeus, prins av Piedmonte (1412–1431)
6. Ludvig I, hertig av Savojen (1413–1465); gift 1434 med Anna av Cypern (1415–1462)